# Tatamkhulu Afrika
Tatamkhulu Afrika (* 7. Dezember 1920 in As Sallum, Ägypten; † 23. Dezember 2002 in Kapstadt, Südafrika) war ein südafrikanischer Schriftsteller und Dichter.

## Leben
Tatamkhulu Afrika wurde in Ägypten geboren und zog als Kind nach Südafrika. Er kämpfte im Zweiten Weltkrieg und war Mitglied der Umkhonto we Sizwe, dem militärischen Flügel des African National Congress.
Sein erstes Buch Broken Earth schrieb er im Alter von 17 Jahren, aber es dauerte mehr als 40 Jahre, bis sein zweites Werk Nine Lives erschien.
Er starb 2002 an den Verletzungen eines Autounfalls, kurz nach der Veröffentlichung seines letzten Buches Bitter Eden.

## Werke

### Gedichte
- Nothing's Changed (1990)
- Nine Lives (1991)
- Dark Rider (1993)
- Maqabane (1994)
- The Lemon Tree (1995)
- Turning Points (1996)
- Flesh and the Flame (1998)
- The Angel and Other Poems (1999)
- Mad Old Man Under the Morning Star (2001)

### Romane
- Broken Earth (1940)
- The Innocents (1994)
- Tightrope (1996)
- Bitter Eden (2002)
- Mr Chameleon: An Authobiography (2005)

| Personendaten    | Personendaten                               |
| ---------------- | ------------------------------------------- |
| NAME             | Afrika, Tatamkhulu                          |
| KURZBESCHREIBUNG | südafrikanischer Schriftsteller und Dichter |
| GEBURTSDATUM     | 7. Dezember 1920                            |
| GEBURTSORT       | As Sallum                                   |
| STERBEDATUM      | 23. Dezember 2002                           |
| STERBEORT        | Kapstadt                                    |